# レオ・ギンズブルク
レオ・モーリツェヴィチ・ギンズブルク（ロシア語: Ле́о Мо́рицевич Ги́нзбург, ラテン文字転写: Leo Moritsevich Ginzburg, 1901年4月12日（ユリウス暦3月30日） - 1979年11月1日）は、ソビエト連邦の指揮者、ピアニスト、音楽教師。ロシア・ソビエト連邦社会主義共和国功労芸術労働者（1966年授与）。

## 概要
ワルシャワのユダヤ人の家系に生まれる。ニジニ・ノヴゴロドの音楽学校で教育を受けた後、モスクワ音楽院に入学し、1923年から1928年の間、同校で指揮法をコンスタンチン・サラジェフ、ニコライ・ゴロワノフ、ニコライ・マルコに、音楽理論をゲオルギー・カトゥアール、ゲオルギー・コニュス、ボレスラフ・ヤヴォルスキーらに学ぶ。この他バウマン記念モスクワ国立工科大学に学び化学技師の学位を取得、モスクワ大学では心理学を学んでいる。1929年から1931年にかけては、ヴァイマル共和政下のベルリンに留学し、ベルリン芸術大学で放送音響技師としての学位も習得している。ベルリン時代には、ヘルマン・シェルヘンに学び、オットー・クレンペラー、レオ・ブレッヒらの指導も受けた。
指揮者としては、1924年に活動を始め、ニコライ・ミャスコフスキー、アラム・ハチャトゥリアン、カバレフスキー、クニッペル、ラーコフ、シェバリーンらの作品の紹介に努めている。1932年にモスクワ放送交響楽団、1940年にソヴィエト国立交響楽団の指揮者陣に名を連ね、1944年から1945年の間は、ノヴォシビルスク・オペラ・バレエ劇場の首席指揮者、1945年から1948年にかけては、アゼルバイジャンの国立フィルハーモニー協会の首席指揮者として活動し、1953年から1955年まではモスクワ国立アカデミー交響楽団の首席指揮者を務めている。
母校であるモスクワ音楽院では、指揮法の教師として1930年より亡くなるまでの間、およそ半世紀にわたり教鞭を執り続けた。1939年に教授に昇格し、1940年から1943年、1956年から1961年の二度にわたり主任を務めている。門弟はおよそ100人に及び、著名な者として、コンスタンティン・イワノフ、ヴェロニカ・ドゥダロワ、イズラエル・グスマン、フアト・マンスロフ、ゲンナジー・チェルカーソフ、ウラジーミル・フェドセーエフ、ドミトリー・キタエンコ、アレクサンドル・ラザレフ、アレクサンドル・アニシモフ、ラヴィル・マルティノフ、パヴェル・コーガン、アレクサンドル・ミハイロフ等がいる。
1979年にモスクワで没した。

## 主な録音
以下はメロディア録音。
- ミャスコフスキー：交響曲第7番
- チャイコフスキー：交響曲第7番